# Serralada United States
La Serralada United States (en anglès United States Range) és una serralada que es troba a l'illa d'Ellesmere, al territori canadenc de Nunavut. Forma part de la Serralada Àrtica, sent una de les serralades situades més al nord del món, sols superat per les Muntanyes Challenger. El punt més elevat de la serralada és el Mont Eugene (1.850 m). La serralada British Empire es troba immediatament a l'oest de la serralada United States. Una part es troba dins el Parc Nacional de Quttinirpaaq.
La serralada va rebre el nom el 1861 per l'explorador estatunidenc Isaac Israel Hayes.